# ORCHESTRATION BOØWY
『ORCHESTRATION BOØWY』（オーケストレーション・ボウイ）は、日本のロックバンドであるBOØWYの楽曲を収録したカバー・アルバム。
1989年8月8日に東芝EMIのイーストワールドレーベルからリリースされた。BOØWYがリリースした楽曲の中から10曲が選曲され、ロビン・ミスティー・スミスによって全編オーケストラによるインストゥルメンタルとしてアレンジされている。演奏はアスターテ・オーケストラ・オブ・ロンドンが行い、ボーカルは一切入っていない。アートワークは立花ハジメが担当しており、ライナーノーツには布袋寅泰のコメントが掲載されている。オリコンチャートでは最高位17位となった。

## 背景、制作
1988年4月4日および4月5日の2日間連続で行われた東京ドーム公演「LAST GIGS」においてBOØWYはバンド活動に終止符を打った。公演からおよそ半年後の10月5日に布袋寅泰はアルバム『GUITARHYTHM』（1988年）をリリースしソロ・デビューを果たすことになった。同年7月19日、ロンドンのセント・ジョンズ・ウッド駅近くにあるアビー・ロード・スタジオにおいて布袋は、『GUITARHYTHM』収録曲である「LEGEND OF FUTURE」および「A DAY IN AUTUMN」のレコーディングを行っており、布袋にとって初めてのオーケストラ演奏家との創作活動となった。オーケストラ演奏に感動した布袋は、「オーケストラの奏でる音楽は耳で聴くのではなく、その音の中に身を委ねるものだ」と受け止め、日本への帰国後にレコード棚の隅に追いやられていたクラシック音楽のレコードを片っ端から聴き込んだ結果、「その完成された和声や重厚な響きに再度ショックを受けました」と述べクラシック音楽に対する興味を払拭できないまま次作への創作活動を続けることとなった。
その後、イギリスの音楽プロデューサーであるロビン・ミスティー・スミスが知人を通じて布袋の存在を知り、布袋の楽曲のメロディーをオーケストラ化したいとの要望が出され、布袋はBOØWY時代の楽曲のアレンジを許可することとなった。しかしすでに解散したバンドであったため、布袋は制作には一切関与しないという条件を出した。布袋はスミスによる編曲に関して期待を遥かに上回る完成度であると称賛している。また、布袋は本作に関して以下のコメントを残している。
このアルバムは様々な気持ちで聴かれることでしょう。僕にとっては過去へのレクイエムであり、メロディーが昇天する喜びでもあり…。個人的な気持ちはこのアルバムを味わうためのものとして心の奥にとっておく事にします。ここに並んだ忘れえぬメロディー達はすでに棺の中で眠っています。その上にたくさんの花を飾ってくれたのは多くのファンの人達だという事は言うまでもありません。—布袋寅泰, 
ライナーノーツより

## リリース、他メディアでの使用
1989年8月8日に東芝EMIのイーストワールドレーベルからCDおよびCTの2形態でリリースされた。
解散宣言から20年となる2007年12月24日には期間限定生産品として紙ジャケットにて再リリース。また、デビュー35周年を記念して2017年6月28日に2007年リリースの紙ジャケット盤が限定復刻された。
本作収録曲の内、「WELCOME TO THE TWILIGHT」がボックス・セット『“GIGS” BOX』（2007年）のDISC 8「Artform? or Burnout!-EMI room 102-」においてエンディングに収録されているほか、「MEMORY」がライブ・ビデオ『"LAST GIGS"』（2001年）のエンディングおよび『“GIGS” BOX』のDISC 8「Artform? or Burnout!-EMI room 102-」においてオープニングに収録されている。

## 収録曲
全作曲: 布袋寅泰（特記除く）、全編曲: ロビン・ミスティー・スミス。
| #         | タイトル                        | 作詞  | 作曲・編曲 | 時間 |
| --------- | ------------------------------- | ----- | ---------- | ---- |
| 1.        | 「LONGER THAN FOREVER」         |       |            | 4:32 |
| 2.        | 「RAIN IN MY HEART」            |       |            | 4:55 |
| 3.        | 「JUST A HERO」                 |       |            | 5:24 |
| 4.        | 「WELCOME TO THE TWILIGHT」     |       |            | 5:54 |
| 5.        | 「KISETSU GA KIMIDAKE O KAERU」 |       |            | 7:13 |
| 合計時間: | 合計時間:                       | 27:58 |            |      |

| #         | タイトル                         | 作詞  | 作曲・編曲 | 時間 |
| --------- | -------------------------------- | ----- | ---------- | ---- |
| 6.        | 「B・E・L・I・E・V・E」          |       |            | 3:32 |
| 7.        | 「MEMORY」                       |       |            | 6:43 |
| 8.        | 「CLOUDY HEART」(作曲: 氷室京介) |       |            | 5:33 |
| 9.        | 「ONLY YOU」                     |       |            | 6:45 |
| 10.       | 「BLUE VACATION」                |       |            | 6:00 |
| 合計時間: | 合計時間:                        | 28:33 |            |      |

## スタッフ・クレジット

### 参加ミュージシャン
- ニック・イングマン（英語版） - 指揮者
- アスターテ・オーケストラ・オブ・ロンドン - 演奏
- ギャバン・ライト（英語版） - リーダー
- モーリス・マーフィー（英語版） - ソロ・トランペット
- ディック・モーガン - ソロ・オーボエ
- ストリングス・カルテット
  - ギャバン・ライト - 1stヴァイオリン
  - ベン・クラフト - 2ndヴァイオリン
  - ジョージ・ロバートソン - ヴィオラ
  - ベン・ケナード - チェロ
- ロビン・ミスティー・スミス - ピアノ

### スタッフ
- ロビン・ミスティー・スミス - 全編曲、オーケストレーション
- ギャバン・ライト - ディレクター
- マイク・ジャラット - レコーディング・エンジニア
- ジェフ・カルヴァー - レコーディング・エンジニア、ミキシング・エンジニア
- アシュリー・アレクサンダー - アシスタント・エンジニア
- ポール・モーティマー（ウエストサイドスタジオ） - アシスタント・エンジニア

- 立花ハジメ - アートワーク
- 村上光延 - デザイン
- 光洋カラー - サンクス

- 角谷哲朗（東芝EMI） - スーパーバイザー
- 糟谷銑司 - エグゼクティブ・プロデューサー
- クマ原田 - プロデュース

## リリース履歴
| No. | 日付           | レーベル                                    | 規格  | 規格品番            | 最高順位 | 備考                     |
| --- | -------------- | ------------------------------------------- | ----- | ------------------- | -------- | ------------------------ |
| 1   | 1989年8月8日   | 東芝EMI／イーストワールド                   | CD CT | CT32-5522 ZT28-5522 | 17位     |                          |
| 2   | 2007年12月24日 | EMIミュージック・ジャパン／イーストワールド | CD    | TOCT-26498          |          | 紙ジャケットでのリリース |
| 3   | 2017年6月28日  | ユニバーサルミュージック                    | CD    | UPCY-9687           |          | 2007年盤の再リリース     |